# Bibasis phul
Bibasis phul is een vlinder uit de familie van de dikkopjes (Hesperiidae). De wetenschappelijke naam van de soort is voor het eerst geldig gepubliceerd in 1876 door Paul Mabille. Deze soort wordt wel tot de Burara-soortengroep gerekend.